# الكسندر راب
الكسندر راب (بالإنجليزية: Alexander Raab)‏ هو عازف بيانو أمريكي، ولد في 14 مارس 1882 في جيور في المجر، وتوفي في 1958 في ألاميدا في الولايات المتحدة.

## وصلات خارجية
- الكسندر راب على موقع ميوزك برينز (الإنجليزية)